# Kuroshioturris angustata
Kuroshioturris angustata is een slakkensoort uit de familie van de Turridae. De wetenschappelijke naam van de soort is voor het eerst geldig gepubliceerd in 1940 door Powell.